# Dąbrowa (gmina Lubochnia)
Dąbrowa – wieś w Polsce, położona w województwie łódzkim, w powiecie tomaszowskim, w gminie Lubochnia.
W latach 1975–1998 miejscowość należała administracyjnie do województwa piotrkowskiego.

## Zabytki
Według rejestru zabytków Narodowego Instytutu Dziedzictwa na listę zabytków wpisany jest obiekt:
- dróżniczówka, pocz. XIX w., nr rej.: 457 z 28.10.1998